# 157

157(백오십칠)은 156보다 크고 158보다 작은 자연수다.

## 수학
- 37번째 소수(素數)다. 앞의 소수는 151, 다음 소수는 163이다.
  - 12번째 슈퍼 소수로, 157의 소수 순번인 37도 소수다. 앞의 슈퍼 소수는 127, 다음은 179다.
- 피타고라스 삼조의 빗변의 길이이다. ({\displaystyle 85^{2}+132^{2}=157^{2}})[a]
- {\displaystyle 12^{3}-1}은 157로 나누어떨어진다.

## 과학
- O-157 대장균
- NGC 157: 고래자리 방향에 있는 나선은하.

## 교통
- 일본 157번 국도(일본어판): 이시카와현 가나자와시에서 기후현 기후시까지 이어지는 일본의 국도.
- 현도 제157호선

## 문화유산
- 대한민국의 국보 제157호: 무령왕비 금귀걸이
- 대한민국의 보물 제157호: 장흥 보림사 보조선사탑
- 대한민국의 사적 제157호: 환구단

## 방송
- 스카이라이프의 연합뉴스경제TV 채널 번호.
- 지니 TV의 MGTV 채널 번호.
- U+ TV의 엣지 온 채널 번호.
- LG헬로비전의 시니어TV 채널 번호.
- B tv 케이블의 사회안전방송 채널 번호.

## 기타
- 연도: 157년, 기원전 157년